# أوليفيه (لواريت)
أوليفيه (،[ɔlive] ) بلدية في أقليم لواريت، شمال وسط فرنسا.

## الجغرافيا
تقع أوليفيه في المنعطف الشمالي لنهر اللوار، الممتد من الشرق للغرب، وهي جزء من وادي اللوار الواقع بين سولي سور لوار وشالون سور لوار، المُدرج عام ٢٠٠٠ ضمن مواقع التراث العالمية، على بُعد 120كم جنوب غرب باريس. يحدّها شمالا أورليان، وجنوبا سولون

## التاريخ
تعود أولى آثار السكان للعصر الميروفنجي. في القرن العاشر بنى الرهبان طواحين المياه بامتداد النهر.
عرفت القرية خلال القرن الحادي عشر، باسم سان مارتن دو لوار "Saint Martin du Loiret". ويُرجّح أن اسم أوليفيه مشتق من جبل الزيتون.
تعرضت القرية لدمار شديد خلال حرب المائة عام، وخاصة أثناء حصار أورليانز.
في القرن التاسع عشر، أصبحت ضفاف النهر منتجعًا سياحيًا. واشتهرت بزراعة الزهور والخضراوات والفواكه.

## روابط خارجية
- الموقع الرسمي للمدينة